# Typhlocythere
Typhlocythere is een geslacht van kreeftachtigen uit de klasse van de Ostracoda (mosselkreeftjes).

## Soorten
- Typhlocythere carinata Colalongo & Pasini, 1980 †
- Typhlocythere japonica Ishizaki, 1981
- Typhlocythere ovata Colalongo & Pasini, 1980 †
- Typhlocythere pusilla Ciampo, 1981 †
- Typhlocythere ruggieri Bonaduce, Ciampo & Masoli, 1976
- Typhlocythere ruggierii Bonaduce, Ciampo & Masoli, 1976
- Typhlocythere sagitta Ciampo, 1986 †
- Typhlocythere sicula Ciampo, 1986 †
- Typhlocythere tetranodosa Zhao (Yi-Chun) (Quan-Hong) in Wang et al., 1988